# Gylfi Gylfason
Gylfi Gylfason (* 22. September 1977 in Reykjavík) ist ein ehemaliger isländischer Handballspieler. Der gelernte Friseur ist 1,77 m groß, verheiratet und hat einen Sohn.
Gylfi, der zuletzt für Haukar Hafnarfjörður spielte und für die isländische Nationalmannschaft auflief, wurde meist als Rechtsaußen eingesetzt.
Gylfi begann bei Grótta KR mit dem Handballspiel. Dort debütierte er später auch in der ersten isländischen Liga. 1999 ging er zu Haukar Hafnarfjörður und wechselte 2000 ins Ausland, zur HSG Düsseldorf in die deutsche 2. Handball-Bundesliga. Dort blieb er zwei Jahre, ehe er zum Wilhelmshavener HV, der gerade in die erste Handball-Bundesliga aufgestiegen war, ging. Dort schaffte er fünf Jahre lang immer den Klassenerhalt; erst 2008 musste sein Verein den Weg zurück in die Zweitklassigkeit antreten. Daraufhin wurde Gylfi von GWD Minden unter Vertrag genommen, für den er bis zum Sommer 2011 spielte. Anschließend kehrte er zu Haukar Hafnarfjörður zurück. Nach der Saison 2012/13 beendete er seine Karriere.
Gylfi bestritt 27 Länderspiele für die isländische Nationalmannschaft. Für sein Land nahm er an der Handball-Europameisterschaft 2004 in Slowenien teil sowie an den Olympischen Spielen 2004 in Athen.